# Landnámabók
Landnámabók/Landnamsbogen er en fortælling skrevet i slutningen af 1100-tallet om bosætningen på Island, de første landnamsfolk (13 kvinder og 412 mænd) og deres slægt. Den rummer over 3.000 personnavne og 1.400 stednavne. En af landnamskvinderne var Åsgerd Asksdatter, som efter at have dræbt en af kongens mænd i Norge flygtede med sine børn og sin halvbror til Island og bosatte sig her. 
Landnamsbogen beretter om, hvordan Island blev bosat fra omkring 870. Den begynder med, at Ingólfur Arnarson bosætter sig i Reykjavík og hans krav på land i nord, vest, øst og syd. Bogen indeholder en række æt-lister, som fører sporene tilbage til Norge. Desuden er der mindre fortællinger om livet på Island i den første tid. Af de første 425 landnamsfolk opgiver bogen, at omkring 130 kom direkte fra Norge, cirka 40 fra Nord-Trøndelag og Sør-Trøndelag-fylkerne, cirka 85 fra det nuværende norske fylke Sogn og Fjordane og omkring 10 fra Østlandet. Fra området ved Det Irske Hav kom 50-60. Resten havde et ukendt hjemland, men de fleste havde skandinaviske navne eller tilhørte en skandinavisk æt. DNA-analyser bekræfter, at de fleste islandske mænd stammede fra Norge, mens flertallet af kvinderne kom fra området ved Det Irske Hav - de kan have været slaver. 
Forskerne mener, at en af medforfatterne til Landnamsbogen var Kolskeggr hinn vetri (eller fróði). Are Torgilsson Frode har muligvis bidraget. I løbet af 1200-tallet blev fik bogen bidrage fra andre forfattere.
Der er tre overleverede versioner af Landnamsbogen:
- Sturlubok af Sturla Tordsson.
- Hauksbok af Hauk Erlendsson, baseret på Sturlubok, samt en tabt udgave ved Styrmir Kárason.
- Melabok.